# Denise Burton
Denise Burton (Leeds, 24 de gener de 1956) va ser una ciclista britànica que va combinar la carretera amb el ciclisme en pista. Va guanyar una medalla de bronze al Campionat del món de persecució.
És filla de la també ciclista Beryl Burton.

## Palmarès
- 1976
  -  Campiona del Regne Unit en ruta